# سیارک ۲۳۰۱۸
سیارک ۲۳۰۱۸ (به انگلیسی: 23018 Annmoriarty، نامگذاری:1999VY190) بیست و سه هزار و هجدهمین سیارک کشف شده‌است که در ۱۵ نوامبر ۱۹۹۹ کشف شد.
قدر مطلق سیارک برابر ۱۵.۵ است.